# Biblia de Port-Royal

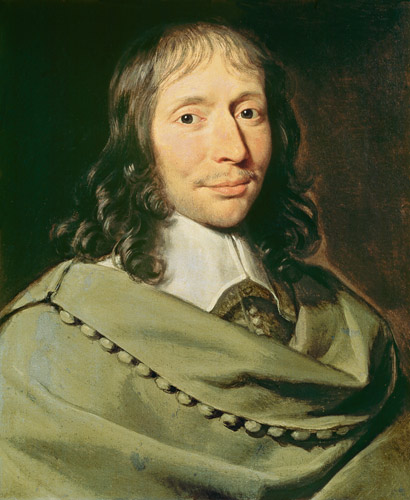
Retrato de Louis-Isaac Lemaistre de Sacy, lord de Port-Royal, o de Antoine Le Maître, su hermano mayor, de Philippe de Champaigne

La Biblia de Port-Royal (o Biblia de Sacy) es una traducción francesa de la Biblia católica, que se publicó por primera vez entre 1667 y 1696. Aunque elogiada por la pureza de su forma clásica, la obra atrajo la sospecha de los Jesuitas, quienes descubrieron en ella un protestantismo latente, y fue criticado por Richard Simon, un ex oratoriano, por razones de texto crítico. Durante más de tres siglos, ha estado entre las traducciones más populares de la Biblia en francés.

## Historia
Varios Solitarios de Port-Royal, católicos que vivían una vida humilde y ascética y relacionados con un monasterio en Port Royal des Champs vinculado al jansenismo, se habían reunido para considerar la viabilidad de una traducción del Nuevo Testamento desde 1657 hasta 1660. Uno de ellos, Antoine Le Maistre, comenzó la tarea de traducción en 1657. Su hermano, Louis-Isaac Lemaistre de Sacy, continuó el trabajo después de la muerte del primero en 1658. El "Nouveau Testament de Mons" (o versión de Mons), su traducción del Nuevo Testamento, fue publicado en 1667 por Daniel Elzevier. El Antiguo Testamento apareció en varias partes entre 1672 y 1696.
En 1688, Antoine Arnauld publicó una defensa del proyecto de traducción contra los cargos de protestantismo latente, la "Défense des Versions de langue vulgaire de l'Ecriture Sainte", en la que argumentó que, tal como la Vulgata había sido una traducción de las Escrituras al lengua vernácula de la época, por lo que una traducción al francés, que había sufrido importantes reformas a fines del siglo XVI, era necesaria para garantizar la inteligibilidad de la Biblia al hombre común.
La traducción fue una "obra maestra del clasicismo literario francés", pero fue censurada por Jacques-Bénigne Bossuet por su "cortesía". El jansenista Martin de Barcos objetó que los traductores habían desmitificado las Escrituras. Richard Simon, un crítico textual y ex oratoriano, se quejó de que la obra era más parafraseada interpretativa que de traducción, y observó con desaprobación el uso de la Vulgata, "avec les différences du Grec " (con correcciones del griego original ), como la base del Nuevo Testamento. No obstante, la traducción fue un éxito inmediato. El filósofo Blaise Pascal, que había visto un primer borrador de la traducción, citó el Nouveau Testament en sus Pensées.
Sus notas y paráfrasis fueron traducidas tiempo después en México, en la Biblia de Vence.